# آزاتاوان
آزاتاوان (به ارمنی: Ազատավան) یک روستا در ارمنستان است که در استان آرارات واقع شده‌است. آزاتاوان در ۳ کیلومتری شمالغرب آرتاشات، مرکز استان آرارات واقع شده است.

## خصوصیات
آزاتاوان ۳٬۱۳۵ نفر جمعیت دارد و ۸۳۰ متر بالاتر از سطح دریا واقع شده‌است.
| سال   | ۲۰۰۱  | ۲۰۰۴  |
| جمعیت | ۳٬۱۱۷ | ۲٬۹۲۳ |